# Fehérlepkék
A fehérlepkék vagy fehérlepkefélék (Pieridae) a rovarok (Insecta) osztályának lepkék (Lepidoptera) rendjébe, ezen belül a valódi lepkék (Glossata) alrendjébe tartozó család. 76-78 nem és 1051 ismert faj tartozik ide.

## Származásuk, elterjedésük
Legtöbb fajuk a trópusokon él.

## Megjelenésük, felépítésük
Nevükkel ellentétben nem csak fehér vagy fehéres alapszínűek lehetnek: a trópusokon számos színpompás, gazdag rajzolatú fajt is találhatunk.

## Életmódjuk, élőhelyük
Röptük általában gyenge, de kitartó — olyannyira, hogy vándorlepkék is akadnak közöttük.
A fajok többsége heterofág, illetve oligofág, azaz több tápnövényt fogyaszt. Ezek nem ritkán igen gyakoriak, nem kis százalékban termesztett növények. Éppen ezért a család több faja igen gyakori konyhakerti kártevő — olyan, kártételük miatt közismert fajokkal, mint pl.:
- káposztalepke (Pieris brassicae),
- répalepke (Pieris rapae, régebben Artogeia rapae),
- repcelepke (Pieris napi).

Ismertebb faj még a hajnalpírlepke (Anthocharis cardamines).
A művelt földekhez alkalmazkodott fajok — pl. a tarkalepkék néhány faja — értelemszerűen zavartűrők, és a vegyszerezésre is a legtöbb lepkénél jóval kevésbé kényesek.
Tartozik a fehérlepkék közé néhány kifejezetten ritka és élőhelyspecifikus faj is.

## Rendszerezésük
A családba 4 alcsalád és 76-78 nem tartozik. FA felsorolásban szerepelnek a Magyarországon ismertebb fajok is:
1. Kéneslepkeformák (Coliadinae) Swainson, 1827 alcsaládja 17 nemmel:
- -     - Anteos
    - Aphrissa
    - Catopsilia
    - kéneslepke (Colias)

déli kéneslepke (Colias australis),
fakó kéneslepke (Colias hyale),
sáfránylepke (Colias croceus),
mocsári kéneslepke (Colias palaeno)
hegyi kéneslepke (alpesi kéneslepke, Colias phicomone)
dolomit-kéneslepke (Colias chrysotheme): Magyarországon védett, természetvédelmi értéke 100 000 Ft,
narancsszínű kéneslepke (narancslepke) (Colias myrmidone): Magyarországon védett, természetvédelmi értéke 100 000 Ft,
- -     - Dercas
    - Eurema
    - Gandaca
    - Gonepteryx

citromlepke (Gonepteryx rhamni): Magyarországon védett, természetvédelmi értéke 5 000 Ft,
kleopátralepke (Gonepteryx cleopatra)
- -     - Kricogonia
    - Leucidia
    - Nathalis
    - Phoebis
    - Prestonia
    - Pyrisitia
    - Rhabdodryas
    - Terias
    - Zerene

2. Mustárlepkeformák (Dismorphiinae) alcsaládja 7 nemmel:
- -     - Dismorphia
    - Enantia
    - mustárlepke (Leptidea)

kis mustárlepke (Leptidea sinapis),
keleti mustárlepke (Leptidea morsei: Magyarországon védett, természetvédelmi értéke 50 000 Ft,
- -     - Lieinix
    - Moschoneura
    - Patia
    - Pseudopieris

3. Fehérlepkeformák (Pierinae) Duponchel, 1835 alcsaládja 3 nemzetséggel (több mint 50 nemmel):
- Anthocharini nemzetség
  -     - Anthocharis

hajnalpírlepke (Anthocharis cardamines)
marokkói hajnalpírlepke (Anthocharis belia)
- -     - Cunizza
    - Euchloe
    - Hesperocharis
    - Mathania
    - Zegris
- Colotini nemzetség
  -     - Calopieris
    - Colotis
    - Eroessa
    - Eronia
    - Gideona
    - Hebomoia
    - Nepheronia
    - Pareronia
- Pierini nemzetség
  - Aporiina öregnem 14 nemmel:
    - Aporia

galagonyalepke (Aporia crataegi),
- -     - Archonias
    - Catasticta
    - Cepora
    - Charonias
    - Delias
    - Eucheira
    - Leodonta
    - Leuciacria
    - Melete
    - Mylothris
    - Neophasia
    - Pereute
    - Prioneris

  - Appiadina - öregnem 3 nemmel:
    - Aoa
    - Appias
    - Saletara

  - Pierina - öregnem 16 nemmel:
    - Ascia
    - Baltia
    - Ganyra
    - Hypsochila
    - Infraphulia
    - Itaballia
    - Leptophobia
    - Perrhybris
    - Phulia
    - Pieriballia
    - fehérlepke (Pieris)

sziklai fehérlepke (Pieris ergane): Magyarországon védett, természetvédelmi értéke 50 000 Ft,
káposztalepke (Pieris brassicae),
hegyi fehérlepke (Pieris bryoniae): Magyarországon védett, természetvédelmi értéke 50 000 Ft,
magyar fehérlepke (Pieris mannii): Magyarországon védett, természetvédelmi értéke 50 000 Ft,
répalepke (Pieris rapae),
repcelepke (Pieris napi),
- -     - Pierphulia
    - Pontia

rezedalepke (Pontia daplidice),
- -     - Talbotia
    - Tatochila
    - Theochila

  - öregnemen kívül 4 nem:
    - Belenois
    - Dixeia
    - Leptosia
    - Sinopieris

4. Pseudopontiinae alcsalád egy nemmel:
- -     - Pseudopontia